# 배틀토드

배틀토드 또는 배틀토즈(Battletoads)는 레어의 비디오 게임 미디어 프랜차이즈이며, 1991년의 오리지널 진행형 격투 게임 배틀토드부터 시작한다. 3마리의 의인화된 두꺼비들 래시(Rash), 지츠(Zitz), 핌플(Pimple)은 외피의 상태에 따라 이름이 지어졌으며, 이 시리즈는 닌자 거북이 게임 시리즈와 겨루기 위해 제작되었다. NES용으로 출시된 오리지널 배틀토드 게임은 난이도 때문에 유명해졌으나 더블 드래곤 시리즈의 크로스오버, 출시에 25년의 간격을 둔 현대의 리부트 작품을 포함한 여러 후속작들을 낳았다. 각 게임의 목적은 두꺼비의 네메시스 다크 퀸과 그녀의 우주 돌연변이 군대를 무찌르는 것이다.

## 비디오 게임

### 시리즈
- 배틀토드 (1991년 비디오 게임)
- 배틀토드 (게임보이 비디오 게임): 오리지널 NES 게임의 스핀오프
- 배틀토드 인 배틀매니악스(Battletoads in Battlemaniacs, 1993년-SNES, 1994년-세가 마스터 시스템)
- 배틀토드 인 라그나로크스 월드(Battletoads in Ragnarok's World): 오리지널 게임의 1993년 이식판
- 배틀토드/더블 드래곤
- 배틀토드 아케이드
- 배틀토드 (2020년 비디오 게임)

배틀토드는 엑스박스 원과 PC 버전의 삽질 기사에서 마주치는 보너스 보스가 등장한다. 배틀토드와 배틀토드 아케이드는 2015년 엑스박스 원용으로 출시된 30개의 레어 게임들의 모음집인 레어 리플레이에 포함되어 있다. 래시는 엑스박스 원, 윈도우용으로 사용 가능한 전투 게임 킬러 인스팅트의 시즌3의 플레이 가능한 게스트 캐릭터로 등장한다. 래시는 그라운디드에서 액션 인물로도 등장한다.

## 애니메이션 시리즈
배틀토드는 닌자 거북이의 인기를 기회삼아 DIC 애니메이션 시티가 제작한 30분 짜리 애니메이션 텔레비전 스페셜이다.
부에나 비스타 홈 비디오는 1994년 1월 VHS로 시험삼아 출시되었다. 이 시험판이 DVD로 출시되지는 않았으나 "레트로 게이밍 쇼"에서 2014년 8월 5일 공식 유튜브 릴리스로 볼 수 있게 되었다. "레트로 게이밍 쇼"는 현재 DIC의 카툰 라이브러리의 판권을 보유하고 있는 캐나다의 기업 DHX 미디어가 운영하는 유튜브 채널이다.

## 같이 보기
- 거북이 특공대 (애니메이션)